# Вжесьно
Вжесьно (пол. Wrześno, нім. Gutendorf) — село в Польщі, у гміні Добра Лобезького повіту Західнопоморського воєводства.
Населення — 134 особи (2011).

## Демографія
Демографічна структура станом на 31 березня 2011 року:
|          | Загалом | Допрацездатний вік | Працездатний вік | Постпрацездатний вік |
| -------- | ------- | ------------------ | ---------------- | -------------------- |
| Чоловіки | 70      | 9                  | 57               | 4                    |
| Жінки    | 64      | 18                 | 35               | 11                   |
| Разом    | 134     | 27                 | 92               | 15                   |